# Emirates Cup 2019
Pour un article plus général, voir Emirates Cup (football).
Navigation
Édition précédente
L’édition 2019 de l'Emirates Cup est la 10e de cette compétition de football amicale organisée par Arsenal. L'Emirates Cup a lieu le 28 juillet 2019 à l'Emirates Stadium. Il s'agit de la première édition disputée sur un seul jour et accueillant deux équipes féminines.

## Rencontres

### Femmes
| Dimanche 28 juillet 2019 | Arsenal | 0 - 1   | Bayern Munich | Emirates Stadium, Londres |  |
| 12:30 WEST               |         | (0 - 1) | 24e Leupolz   |                           |  |
| 12:30 WEST               | Rapport |         |               |                           |  |

### Hommes
| Dimanche 28 juillet 2019 | Arsenal        | 1 - 2   | Olympique lyonnais | Emirates Stadium, Londres |                           |
| 16:15 WEST               | Aubameyang 35e | (1 - 0) | 66e 75e Dembélé    | Arbitrage : Jonathan Moss | Arbitrage : Jonathan Moss |
| 16:15 WEST               | Rapport        |         |                    | Arbitrage : Jonathan Moss | Arbitrage : Jonathan Moss |

## Buteurs
Après un premier but de Pierre-Emerick Aubameyang, Moussa Dembélé répond à 2 reprises pour permettre à l’Olympique Lyonnais de remporter cette dernière édition.

## Buteuses
Melanie Leupolz est l'unique buteuse du match, qui permet au Bayern Munich de remporter cette première édition.